# عدسی (زمین‌شناسی)
در زمین‌شناسی، عدسی (انگلیسی: Lens) به پهنه‌ای از سنگ یا کانسنگ گفته می‌شود که در بخش میانی ضخیم و در لبه‌ها نازک بوده و در برش عرضی شبیه به یک عدسی محدب است.
اصطلاح عدسی همچنین ممکن است به یک واحد کوچک در سازند سنگی مانند یک واحد چینه‌شناسی اشاره کند؛ اما به‌طور کلی در یک منطقه جغرافیایی بزرگ گسترده نمی‌شود. در این کاربرد، عدسی به سمت لبه‌های آن نازک می‌شود.